# 布林 (科羅拉多州)
布林（英語：Breen）是位於美國科羅拉多州拉普拉塔縣的一個非建制地區。該地的面積和人口皆未知。

## 地理
布林的座標為37°11′33″N 108°04′40″W / 37.19250°N 108.07778°W，而該地的平均海拔高度為2239米（即7346英尺）。